# 广元路 (元朝)
广元路，中国元朝时设置的路。
至元十四年（1277年），改利州为广元路。治所在绵谷县（今四川省广元市）。包括今四川省平武县、梓潼县以东以南，通江县以西，平昌县以北，和陕西省略阳县、勉县、宁强县。属于四川等处行中书省。明朝洪武四年（1371年）改广元路为广元府。后降为利州卫。